# LUMi
LUMi（乐弥）是Akatsuki Virtual Artists推出的Vocaloid虚拟歌手。她是经由各领域的专业人士之手而诞生：漫画家深山フギン担当角色设计，声优大原沙耶香提供原声，雅马哈Vocaloid开发组馬場修三担当声音库开发，Cork公司董事长兼总经理佐渡島庸平担当编辑。
问世于2017年5月19日。6月2日，发布其官方曲，并举行第一届LUMi DTM创作者大赛，次日，发布其免费试用版。8月14日，首发限量版线下开始发售。8月30日，普通版及下载版线上开始发售，同时首发限量版也可购买。

## 角色
为了成为在镰仓的海底世界“新海”的神女，LUMi，灯塔水母之巫女，来到了人间世界。在音鸣高校上学的她，被给予了把1000个人们心中的“烦恼的种子”换为“希望的种子”的磨炼。
然而，她要是体会了太多他人的烦恼，自己心中的伤口则开始作痛，让自己无法行动、变成败落的巫女。浦島太郎与乙姫，曾经宠爱自己的他们之间的分离，造成了她心中的伤口。LUMi能否经受这次磨练，并成为一名神女…——关于，『LUMi』官方网站
为了成为新海的神女，镰仓的巫女来到了人间世界。她是一个温柔、但有一点爱操心的女孩，还很细腻，能很快察觉到周围人的神色。

喜欢看到人们关爱小孩，人们好好遵守长者的叮嘱，人们不对打扫和学习视而不见。喜欢看书和吃东西。在带着透明感的浅蓝色头发下，有着一对红色的眼睛。
喜欢的事：关爱小孩
讨厌的事：毁约的人——关于，『LUMi』官方网站

## 数据库

### Vocaloid 4
《VOCALOID4 Library LUMi》拥有着纯朴温柔的声音。
歌声库进行了三次录音，除了必要音素之外，还收录下可进一步提升质量的可选音素，得益于此（其他声库仅在常用的音素上使用三链锁），LUMi可合成出日语中所有的发音。
| 歌声数据库 | 擅长节奏/BPM | 擅长音域 | XSY组  |
| ---------- | ------------ | -------- | ------ |
| LUMi       | 80～140      | G2～F4   | 不適用 |

#### 试听曲
官方制作的试听曲于2017年6月2日公开。
| 曲序 | 曲目       |  | 作曲 | 时长 |
| ---- | ---------- |  | ---- | ---- |
| 1.   | （完整版） |  |      | 1:30 |

同时，也公开与多位音乐人合作的五首曲目。
| 曲序 | 曲目           |               | 作曲          | 时长 |
| ---- | -------------- | ------------- | ------------- | ---- |
| 1.   | good night     |               | Uzzy          | 1:29 |
| 2.   | Luminitium（ルミニティウム） | AVTechNO!     | AVTechNO!     | 1:30 |
| 3.   |                | koyori（P）   | koyori（P）   | 1:26 |
| 4.   | Lumière（ルミエール）    | ELECTROCUTICA | ELECTROCUTICA | 1:28 |